# La Peza
La Peza (también escrito Lapeza) es una localidad y municipio español situado en la parte occidental de la comarca de Guadix, en la provincia de Granada, comunidad autónoma de Andalucía. Limita con los municipios de Diezma, Darro, Cortes y Graena, Lugros, Güéjar Sierra y Quéntar. Cuenta con una población de 1107 habitantes (INE 2024). Por su término discurre el río Fardes, incluido el embalse de Abellán.
El municipio lapeceño comprende los núcleos de población de La Peza —capital municipal—, Los Villares y Las Albiñuelas.

## Toponimia
Su topónimo actual procede del término latino Lapices, que significa «piedras», y que derivaría en la época nazarí a Labassa. El nombre hace referencia a la piedra o lápice que se extraía de sus canteras. Tras la Reconquista empezó a denominarse Lapeça o Peça, más tarde sería Monterrosano de La Peza y hacia el siglo XIX Lapeza, con la ortografía castellana moderna. Desde entonces se escribe erróneamente separado, como si Peza fuese el sustantivo y La el artículo, error histórico que se mantiene hasta nuestros días en su toponimia oficial. Se emplean los gentilicios tanto lapeceño/a —o lapezeño/a— como lapezano/a.
| Lapice > Labassa > Lapeça > Monterrosano de La Peza > Lapeza > La Peza |

## Símbolos
La Peza cuenta con un escudo y bandera adoptados oficialmente el 6 de junio de 1998.

### Escudo
Su descripción heráldica es la siguiente:

De gules (rojo), castillo de oro (amarillo), mazonado de sable (negro) y aclarado de gules, acostado de un pino a su diestra y una encina a siniestra, ambos de oro. Al timbre, corona real cerrada.

### Bandera
La enseña del municipio tiene la siguiente descripción:

Rectangular, de proporciones 2:3, formada por tres franjas verticales en proporciones 1/5, 3/5 y 1/5, siendo amarillas las exteriores y roja con castillo amarillo la general.

## Historia
La villa de Lapeza ha sido desde tiempos muy remotos punto clave en la vía que comunicaba el Levante peninsular con el valle del Genil y la Vega de Granada. Esta posición estratégica justificaría un pronto asentamiento humano, al hallarse en un trayecto más accesible que a través de toda Sierra Nevada. Por ello, tuvo que ser Lapeza punto de paso obligado para los vascones que fundaron la antigua Ilíberis —hoy Granada—, y para los romanos, quienes hicieron partir de este pequeño núcleo un desvío hacia la Vía Augusta, con destino a Cástulo. De este modo, Lapeza se hallaba justo en la mitad de la ruta tradicional que unía Guadix y Almería con Granada, una ruta que fue también muy frecuentada durante la Edad Media. De hecho, el castillo de Lapeza tenía la función primordial de salvaguardar la villa y garantizar el tránsito seguro por esta ruta.
En 1489, al capitular El Zagal —Rey de Granada— llegaron los Reyes Católicos a tierras lapeceñas. Sin embargo, la huella dejada por los árabes era muy profunda, tal y como haría constar en sus notas el médico y viajero alemán Jerónimo Münzer, quien declararía que Lapeza guardaba todavía ese matiz musulmán. Esta decisiva presencia árabe queda también reflejada en los antiguos nombres de los pagos rurales: Alconaytar, Alcambra, Oveledín, etc. Ya entrado el siglo XVI, los nombres se cambian por topónimos cristianos, como las calles del Río, de San Francisco y de la Iglesia; las acequias de la Fuente Blanca, de la Montefría y de la Fuente Encantada; los pagos del Morollón, de la Vega Alta y de la Vega Baja, y del barranco de los Lobos.

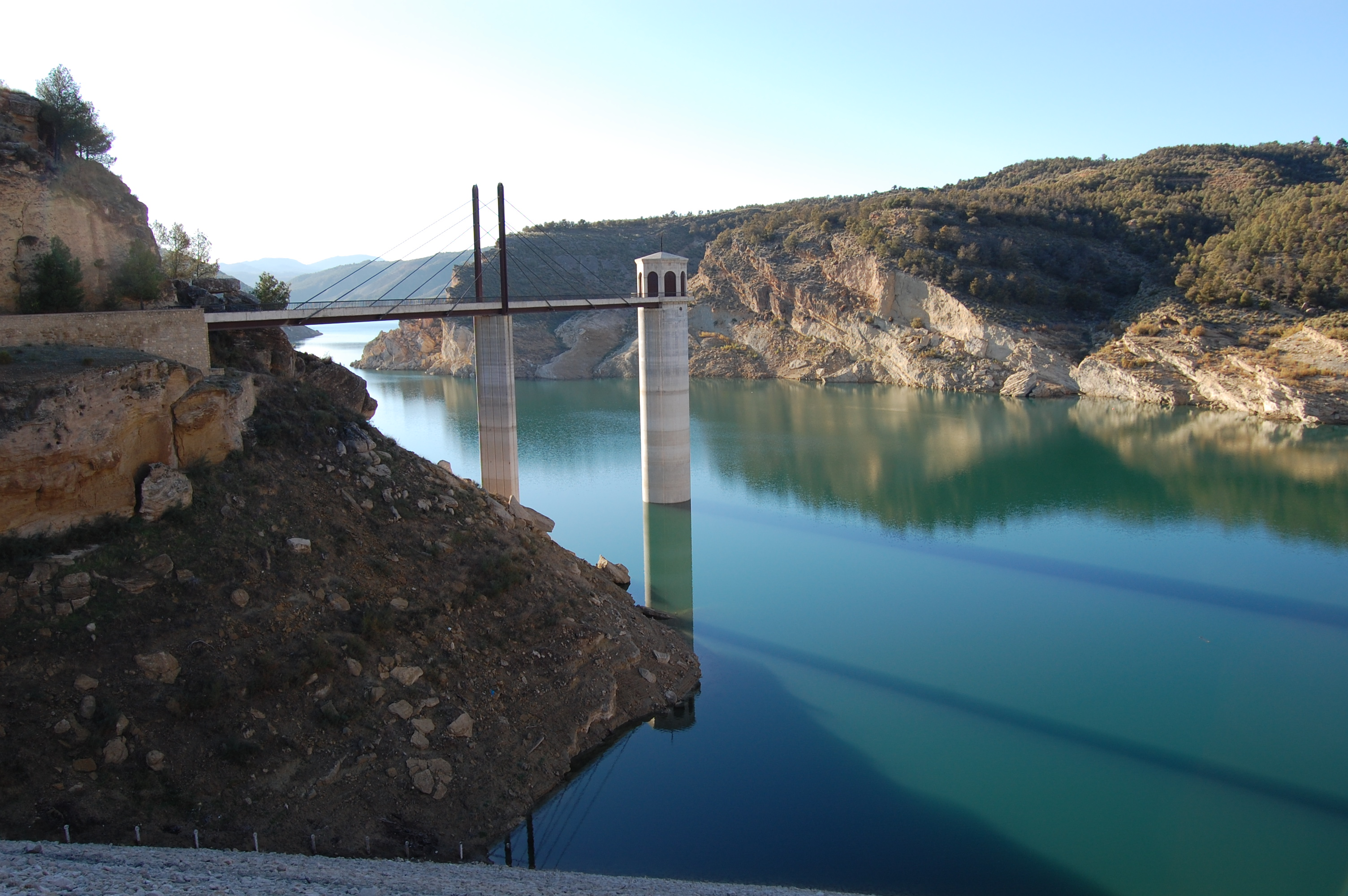
El embalse de Abellán, situado en el municipio de La Peza

Idéntica suerte corrieron los edificios religiosos. Siendo Lapeza un importante núcleo de población con los árabes, tuvieron que alzarse varias mezquitas para atender las necesidades de los creyentes. Con la llegada de los cristianos, la mayoría fueron convertidas, como fue el caso de las ermitas de San Marcos, San Francisco, Santa Lucía y San Sebastián. Del mismo modo, la mezquita mayor fue convertida, y más tarde demolida para construir la primera iglesia de Lapeza, que también sería destruida en la rebelión de las Alpujarras. Pero inmediatamente después se inició la construcción del templo nuevo, que es el que se puede contemplar en la actualidad.
También a raíz de aquella guerra, hubo un personaje que todavía sigue siendo conocido y admirado en la localidad: el beato Marcos Criado. Era un monje trinitario de Andújar (Jaén), enviado a esta villa para predicar la fe cristiana entre los moriscos. Estos eran mayoría en Lapeza, y aunque no todos se rebelaron junto a Abén Humeya, la crispación en el ambiente llevó a algunos de ellos a apresar a este monje, al cual, tras pasar tres días atado a una encina junto a la actual Fuente de Belchite, le arrancaron el corazón. Ahí ocurrió lo que muchos calificaron como un milagro: del corazón del fraile surgió una brillante luz que cegó la vista de los allí presentes, quienes, poco después, pudieron observar que tenía inscritas las iniciales de Jesucristo. Desde ese momento, Fray Marcos Criado recibió un culto espontáneo que se expandió por el resto de España, Portugal e Italia. Fue el primer y único mártir de la guerra de las Alpujarras beatificado por la Iglesia católica, hecho que ocurrió en 1899 por el papa León XIII. Su festividad se celebra el 24 de septiembre.
En 1631, Pedro Tesifón de Moctezuma, conde de Moctezuma y bisnieto del último emperador mexica, compró la villa de Lapeza y la convirtió en un señorío. Desde entonces pasó a llamarse Monterrosano de La Peza. En 1693, tras varias vicisitudes, levantamientos y juicios, la villa pasaría de nuevo a la Corona Española, por impago.
A comienzos del siglo XIX, con la invasión de los franceses, el pueblo vivió otro episodio singular: la resistencia del alcalde Manuel Atienza, alias el Carbonero, al paso de estos. Es el escritor Pedro Antonio de Alarcón quien en su obra El carbonero alcalde relata la gesta del edil y sus vecinos, que en pleno asedio del ejército napoleónico durante la primavera de 1810, hicieron de un tronco de encina un cañón, el cual al ser usado por las gentes del lugar estalló en mil pedazos, sembrando la muerte entre ambos bandos y el pánico en el ejército francés, que sin embargo finalmente y dada su superioridad de medios y efectivos, terminó tras una aguerrida lucha tomando el pueblo y capturando a su alcalde. Este, en lugar de asumir su cautiverio, rompió la vara de mando ante el general francés y se arrojó desde el escarpado barranco del Tajo de Barruecos al grito de "yo soy la villa de Lapeza, que muere antes de entregarse".

## Geografía

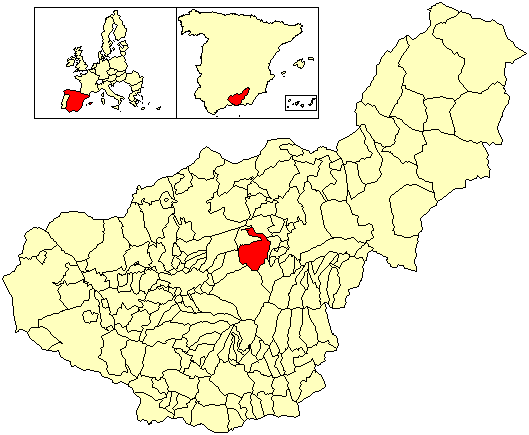
Extensión del municipio en la provincia de Granada

### Situación
Integrado en la comarca de Guadix, se encuentra situado a 52 kilómetros de la capital provincial, a 108 de Jaén, a 122 de Almería y a 241 de Murcia. El término municipal está atravesado por la autovía A-92, que conecta la ciudad de Granada con Almería y Murcia.
Se asienta en la falda del Monterrosado, frente a la cara norte de Sierra Nevada.
| Noroeste: Diezma        | Norte: Diezma y Darro | Nordeste: Darro y Cortes y Graena |
| Oeste: Diezma y Quéntar |                       | Este: Cortes y Graena             |
| Suroeste: Quéntar       | Sur: Güéjar Sierra    | Sureste: Lugros                   |

## Demografía
La Peza cuenta con una población de 1107 habitantes (INE 2024), que se distribuyen de la siguiente manera:
| Unidad poblacional | Hab. |
| ------------------ | ---- |
| La Peza            | 1064 |
| Los Villares       | 88   |
| Las Albiñuelas     | 4    |
| diseminado         | 14   |
| TOTAL              | 1170 |

### Evolución de la población
| Gráfica de evolución demográfica de La Peza entre 1842 y 2021                                                       |
| |
| Población de derecho según los censos de población del INE Población de hecho según los censos de población del INE |

## Economía

### Evolución de la deuda viva municipal
| Gráfica de evolución de la deuda viva del Ayuntamiento de La Peza entre 2008 y 2021                                |
| |
| Deuda viva del Ayuntamiento de La Peza en miles de euros según datos del Ministerio de Hacienda y Función Pública. |

## Administración y política
Los resultados en La Peza de las últimas elecciones municipales, celebradas en mayo de 2023, son:
| Elecciones Municipales - La Peza (2023) | Elecciones Municipales - La Peza (2023)  | Elecciones Municipales - La Peza (2023) | Elecciones Municipales - La Peza (2023) | Elecciones Municipales - La Peza (2023) |
| Partido político                        | Partido político                         | Votos                                   | Votos                                   | Concejales                              |
| --------------------------------------- | ---------------------------------------- | --------------------------------------- | --------------------------------------- | --------------------------------------- |
|                                         | Partido Popular (PP)                     | 322                                     | 45,48 %                                 | 4                                       |
|                                         | Partido Socialista Obrero Español (PSOE) | 203                                     | 28,67 %                                 | 3                                       |
|                                         | Vox (VOX)                                | 179                                     | 25,28 %                                 | 2                                       |

### Alcaldes
| Legislatura | Nombre                                                                       | Grupo     |
| ----------- | ---------------------------------------------------------------------------- | --------- |
| 1979-1983   | Juan Fernández Álvarez                                                       | UCD       |
| 1983-1987   | Francisco Lechuga Abellán                                                    | AP/PDP/UL |
| 1987-1991   | Francisco Lechuga Abellán                                                    | AP        |
| 1991-1995   | Manuel Máiquez Rodríguez                                                     | PSOE      |
| 1995-1999   | Manuel Máiquez Rodríguez                                                     | PSOE      |
| 1999-2003   | Celia Santiago Buendía (1999) Elías Andrés Huertas Máiquez (1999-2003)       | PP IU     |
| 2003-2007   | Celia Santiago Buendía                                                       | PP        |
| 2007-2011   | Celia Santiago Buendía                                                       | PP        |
| 2011-2015   | Celia Santiago Buendía                                                       | PP        |
| 2015-2019   | Celia Santiago Buendía                                                       | PP        |
| 2019-2023   | Celia Santiago Buendía (2019-2022) Fernando Germán Álvarez Moles (2022-2023) | PP        |
| 2023-act.   | Álvaro Huertas Santiago                                                      | PP        |

## Comunicaciones

### Carreteras
Las principales vías del municipio son:
| Identificador | Denominación                       | Itinerario           |
| ------------- | ---------------------------------- | -------------------- |
| A-92          | Autovía A-92                       | Sevilla - Almería    |
| A-308         | Carretera de Darro a Iznalloz      | Darro - Iznalloz     |
| A-4105        | Carretera de Diezma (antigua A-92) | Diezma - Lopera      |
| GR-3106       | De Diezma a Darro                  | Diezma - Darro       |
| GR-3201       | De A-4026 a A-92                   | Pinos Genil - Lopera |
| GR-4104       | De La Peza a Benalúa               | La Peza - Benalúa    |
| GR-4106       | De Darro a Síllar Baja             | Darro - Síllar Baja  |

Algunas distancias entre La Peza y otras ciudades:
| Ciudades | Distancia (km) |
| -------- | -------------- |
| Guadix   | 17             |
| Granada  | 52             |
| Jaén     | 108            |
| Almería  | 122            |
| Murcia   | 241            |

## Servicios públicos

### Sanidad
La Peza pertenece a la zona básica de salud de Purullena, en el distrito sanitario de Granada Nordeste. El municipio cuenta con dos consultorios médicos, situados uno en la calle Lepanto s/n de La Peza y el otro en la calle Principal s/n de Los Villares.

### Educación
Los centros educativos que hay en el municipio son:
| Denominación genérica                    | Nombre del centro      | Naturaleza | Dirección                       |
| ---------------------------------------- | ---------------------- | ---------- | ------------------------------- |
| Colegio de educación infantil y primaria | CEIP Cristóbal de Arce | Público    | C/ Lepanto, s/n                 |
| Colegio público rural                    | CPR Las Frontinas      | Público    | C/ Principal, s/n. Los Villares |

## Cultura

### Fiestas

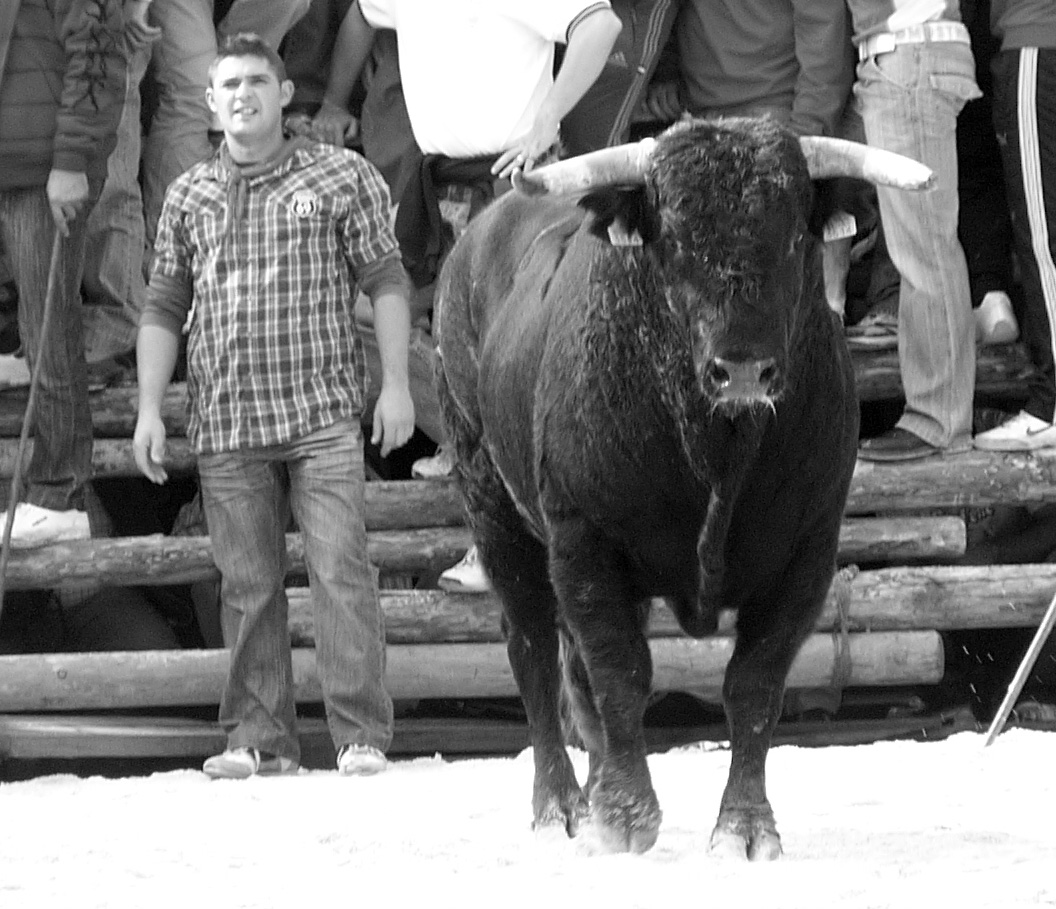
Encierros en las fiestas de La Peza de 2008

Entre las fiestas y tradiciones más importantes de la localidad destaca la festividad de Nuestra Señora del Rosario y el Santísimo Cristo de la Misericordia, sobre el 10 y 12 de octubre de cada año, y que está declarada de interés turístico. En el transcurso de la misma tienen lugar los populares encierros taurinos, que van desde las afueras del pueblo a la plaza de España, donde se torean por la tarde.
El 16 de enero se celebra San Antón con hogueras en la noche del día anterior —15 de enero—, llamadas boliches, que están amenizadas con cánticos típicos. En ellas se asa careta de cerdo acompañada con vino. Los niños le dan roña a los hachos, es decir, hacen girar rápidamente los hachos o teas que previamente se han elaborado. Por la tarde, antiguamente la gente que tenía bestias realizaban promesas al santo para que estas tuviesen buena salud, y daban con el ganado siete vueltas a la ermita corriendo. Las jóvenes del lugar cantaban distintas canciones populares de la época.
El 25 de abril se festeja a San Marcos, patrón de la localidad. Tiene lugar una procesión con cohetes y tracas en honor al santo. Anteriormente, los habitantes repartían roscos de pan, bendecidos por el cura del pueblo, de manera gratuita entre los vecinos y visitantes.
El 24 de septiembre se celebra el día del Beato Marcos Criado, con una misa en su ermita.
También el día de Santa Lucía, 13 de diciembre, tiene lugar una comida campestre, merendando longanizas del lugar.